# Vallée du Doubs

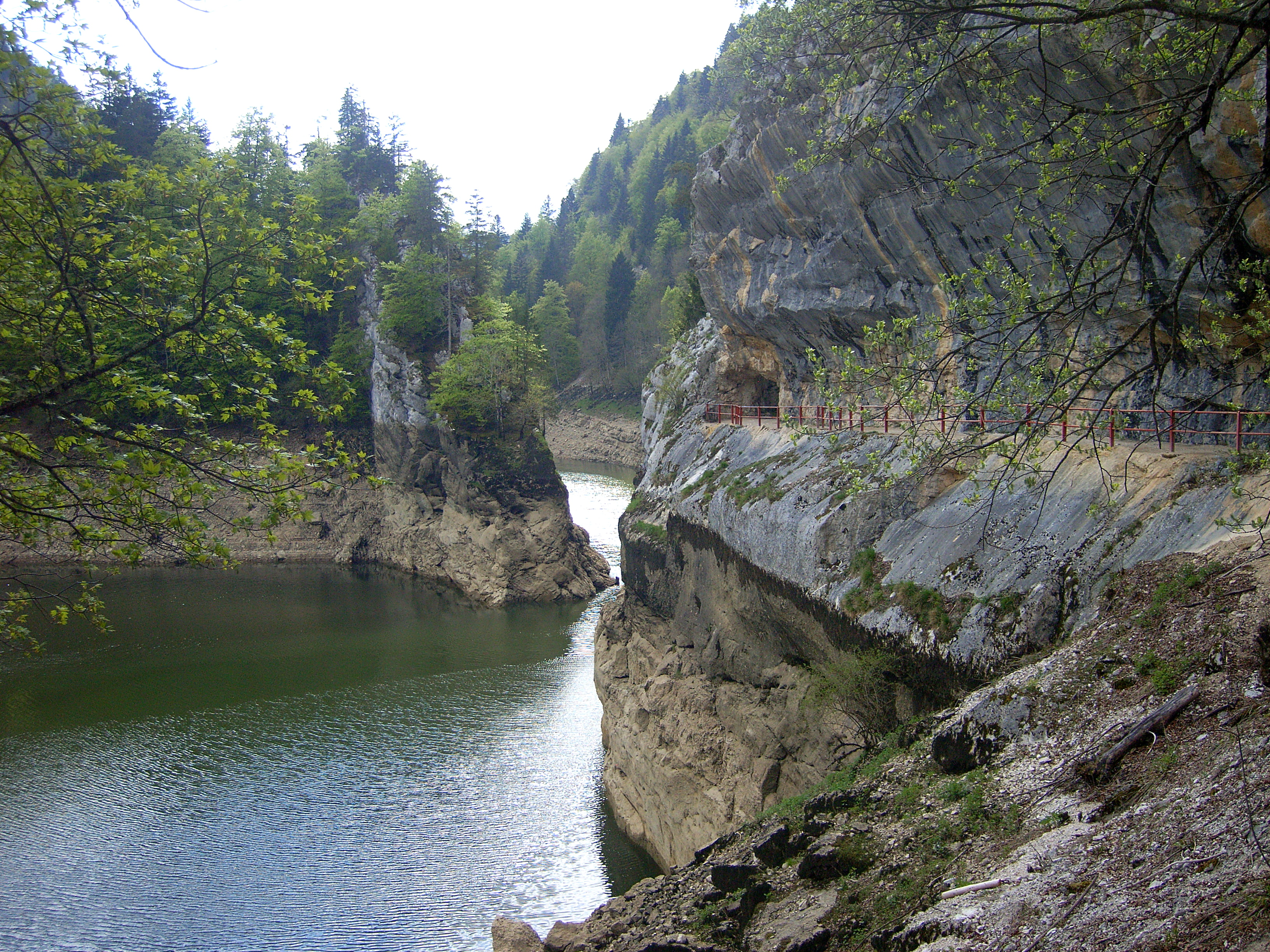
Flusstal des Doubs mit Wanderweg

Vallée du Doubs (deutsch «Doubs-Tal») ist eine im Bundesinventar der Landschaften und Naturdenkmäler von nationaler Bedeutung (BLN) verzeichnete Flusslandschaft des Juragebirges in der Nordwestschweiz. Das BLN-Gebiet umfasst das ganze Schweizer Ufergebiet am Doubs, der von Frankreich bei Les Brenets im Kanton Neuenburg das Gebiet der Schweiz erreicht und es bei Ocourt in der Gemeinde Clos du Doubs im Kanton Jura wieder verlässt.
Ein Teil des Gebiets entspricht der Randzone des regionalen Naturparks Parc du Doubs.
Auf der französischen Seite der Landesgrenze schliesst der 2021 gegründete Regionale Naturpark Doubs-Horloger an das BLN-Gebiet Vallée du Doubs an.

## Geografie
Das grosse BLN-Gebiet «Vallée du Doubs» umfasst eine Fläche von 3923 Hektaren in den Neuenburger Gemeinden La Chaux-de-Fonds, Le Locle und Les Planchettes und den Gemeinden Clos du Doubs, Le Noirmont, Les Bois, Muriaux, Saignelégier, Saint-Brais und Soubey im Kanton Jura. Dem Fluss folgt von Les Brenets (Gemeinde Le Locle) bis kurz vor Soubey die Grenze zwischen Frankreich und der Schweiz. Zunächst bildet der Fluss über rund 23 Kilometer die Grenze des Kantons Neuenburg zum französischen Departement Doubs. Auf den nächsten 26 Kilometern trennt er das Gebiet des Kantons Jura von jenem des Departements Doubs; allerdings liegt die Staatsgrenze in diesem Abschnitt nicht in der Flussmitte, sondern gemäss einer alten Vereinbarung am rechten Ufer. Von Soubey bis Ocourt befinden sich beide Flussufer in der Schweiz, der Doubs fliesst hier im weit nach Osten ausholenden Tal um die Bergkette des Clos du Doubs und legt dabei eine Strecke von 29 Kilometern zurück, während die Landesgrenze auf dem direkten Weg von Soubey nach Ocourt läuft und nur etwa acht Kilometer lang ist.
Über weite Strecken fliesst der Doubs in einem engen, oft schluchtartigen Tal mit bis zu 400 Meter hohen Bergflanken. In den meisten Bereichen ist nur die steile Talflanke ohne die darüber liegenden Hügel und Plateaulandschaften im Perimeter des BLN-Gebiets eingeschlossen, das deshalb eine sehr schmale und sehr lange Fläche umfasst. Viele Abschnitte am Fluss sind nur über Fusswege zugänglich.
Es gibt im BLN-Gebiet nur zehn Brücken über den Doubs, von denen über die meisten keine Durchgangsstrassen führen und der grenzüberschreitende Fahrzeugverkehr verboten ist. Von den drei Brücken bei Saint-Ursanne ist die historische Bogenbrücke für den Fahrzeugverkehr gesperrt, seit die Umfahrungsstrasse der Ortschaft auf das linke Ufer des Doubs ausweicht und mit zwei Brücken den Fluss überquert. Östlich von Saint-Ursanne führt die Strasse auf der Pont de Lorette, einer modernen Schrägseilbrücke, über den Doubs. Die Flussbrücke von Les Brenets, die ausserhalb des BLN-Gebiets liegt, überspannt nicht den Doubs, sondern dessen Zufluss La Rançonnière. Neben den Brücken überqueren drei Stege den Fluss, der bei Saint-Brais auch mit der Fähre von Tariche überquert werden kann.

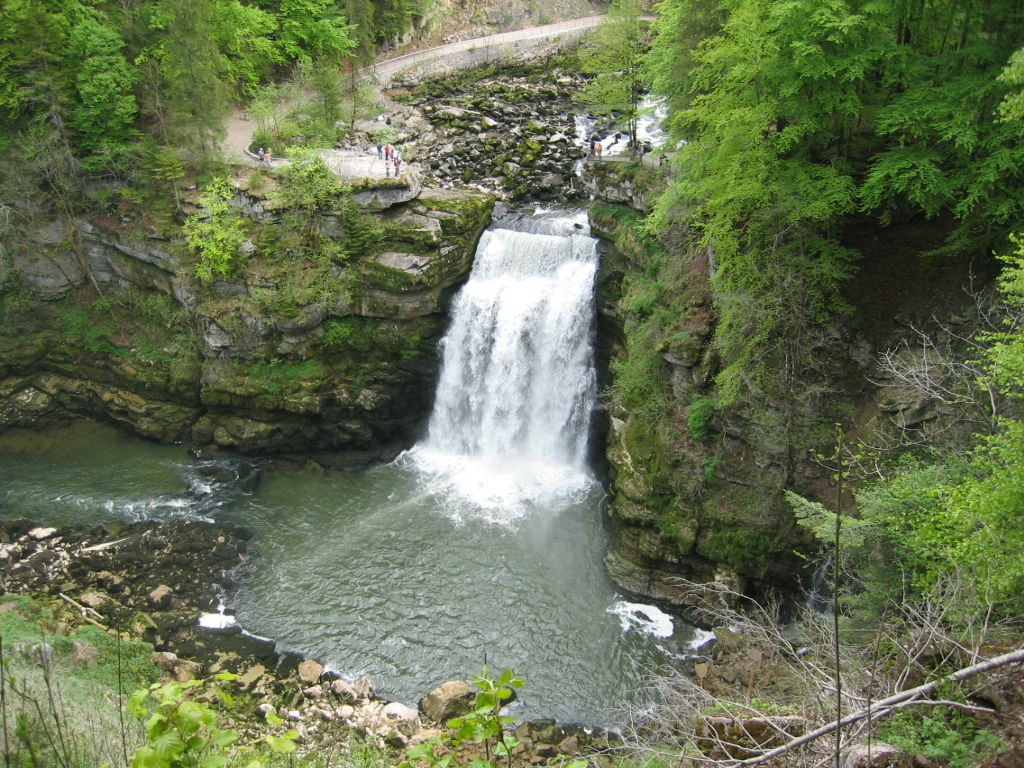
Der Saut du Doubs

Vom See Lac des Brenets, dessen Spiegel bei normalem Wasserstand auf 751 m ü. M. liegt, bis nach Ocourt auf der Höhe von 416 m ü. M. überwindet der Doubs als Gebirgsfluss ein Gefälle von 335 Metern. Wegen dieses grossen Höhenunterschieds hat der Fluss auf vielen Abschnitten den Charakter eines Wildbaches. Die Stromschnellen und Wasserfälle zählen zu den schönsten Landschaftselementen des Nordwestschweizer Juras. Im Gebiet der Gorges du Doubs (deutsch «Doubs-Schlucht») nördlich von La Chaux-de-Fonds befindet sich der wasserreiche Saut du Doubs (französisch saut für deutsch «Fall», hier also «Wasserfall»), mit 27 Metern der grösste Wasserfall im Gebiet. Kurze Strecken des Flusses sind zur Gewinnung von elektrischem Strom mit den Talsperren von Châtelot (Lac de Moron), Refrain und La Goule gestaut. 

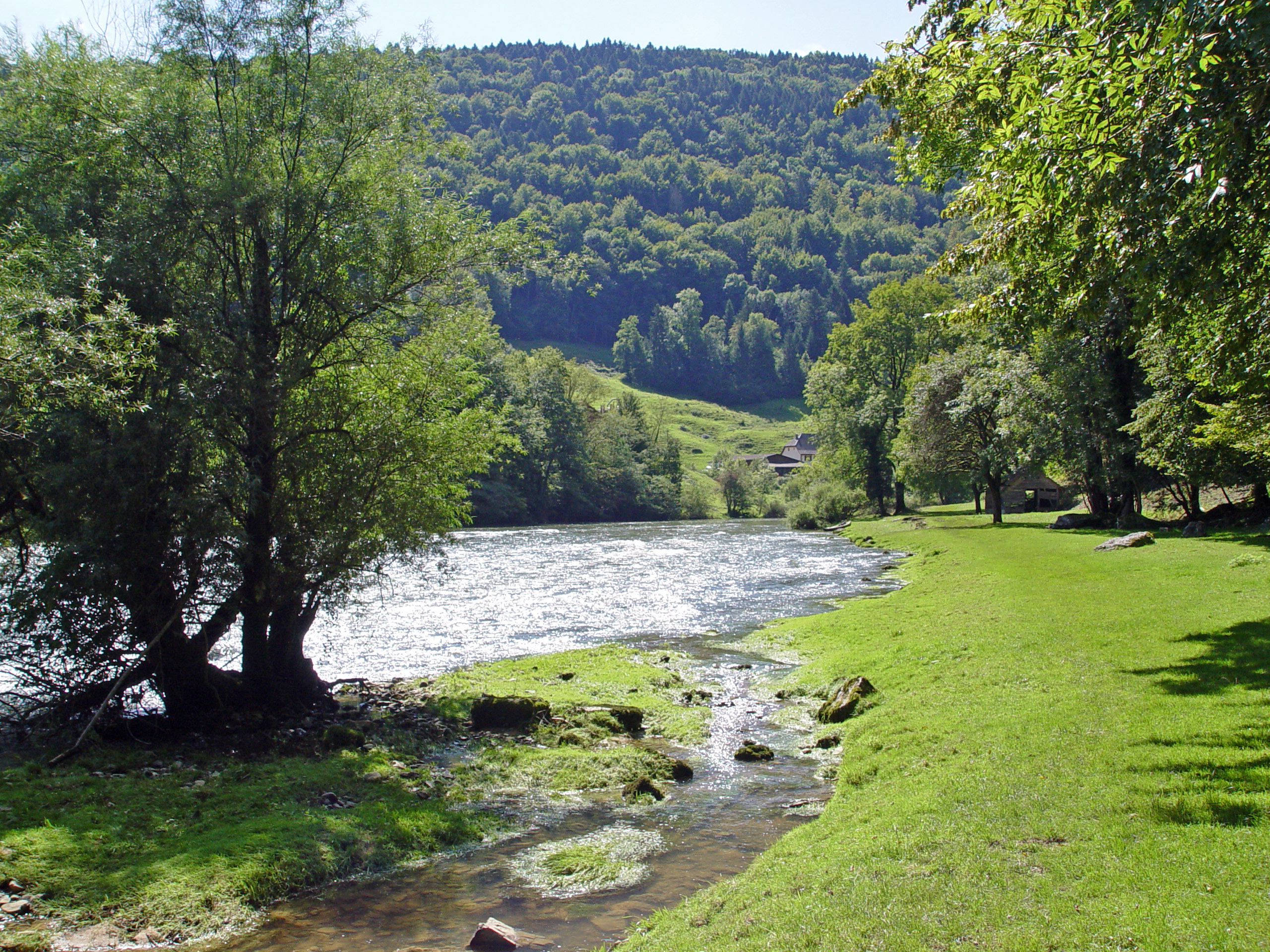
Der Doubs bei Soubey

## Flora und Fauna
Die Landschaft Vallée du Doubs wird wegen ihrer grossen Vielfalt von kaum gestörten Naturgebieten als besonders wertvoll für die Erhaltung vieler Pflanzen- und Tierarten betrachtet. Der Flussraum des Doubs bietet unterschiedliche Lebensräume für Fische und andere Wassertiere, für Wasserpflanzen und viele Arten, die in Feuchtgebieten und Auenwäldern leben. Der Rhone-Streber, in der französischen Schweiz «Apron» und auch «Roi du Doubs» genannt, ist eine sehr seltene Fischart, die nur im Doubs und wenigen Nebengewässern vorkommt und in der Roten Liste gefährdeter Arten der IUCN aufgeführt ist. Die steilen Talflanken mit mächtigen Felsmassiven weisen je nach Standort und Ausrichtung verschiedene Umweltbedingungen von feuchten Waldstandorten bis zu trockenen Hängen und Felskuppen auf.
Einige Bereiche des BLN-Gebiets sind wegen einer besonderen naturkundlichen Bedeutung auch in weiteren Kategorien von Schutzgebieten erfasst. Zahlreiche Berghänge im Clos du Doubs, besonders bei Soubey, sind im Bundesinventar der Trockenwiesen und -weiden von nationaler Bedeutung aufgeführt. Mehrere Flussstrecken, zum Beispiel das Areal La Lomenne bei Saint-Ursanne, sind als Auengebiete von besonderer Bedeutung geschützt. Mehrere Stellen im Flussraum sind so wie bei Biaufond im Grenzgebiet der Kantone Neuenburg, Jura und Bern (dessen Anteil ausserhalb des BLN-Perimeters) Amphibienlaichgebiete von nationaler Bedeutung. Und zudem ist das ganze Flussgebiet im Kanton Jura von Biaufond bis Ocourt als Smaragdgebiet gemäss der Berner Konvention von 1979 im nationalen Verzeichnis der besonders wertvollen natürlichen Lebensräume aufgeführt.

## Schutzziele
Gemäss dem Zweck des Bundesinventars der Landschaften und Naturdenkmäler von nationaler Bedeutung sind für das BLN-Gebiet mehrere Schutzziele definiert worden:
- Erhaltung des ungestörten Flussgebiets und der Dynamik des Fliessgewässers
- Erhaltung der geologischen Landschaftsformen
- Erhaltung der wertvollen Feuchtbiotope, der Wasserhabitate und der natürlichen Flussufer
- Erhaltung der verschiedenen botanischen Lebensgemeinschaften
- Erhaltung der ländlichen Architektur und der historischen Verkehrswege